# Ortygornis
Ortygornis és un gènere d'ocells de la família dels fasiànids (Fasianidae) que habita l'Àfrica Meridional i l'Àsia occidental i meridional.

## Taxonomia
Es tracta d'un gènere recentment recuperat
que inclou tres espècies adés incloses al gènere Dendroperdix o Francolinus,però que diversos estudis filogenètics han demostrat que pertanyen al mateix clade:
- Ortygornis sephaena - francolí de capell.
- Ortygornis pondicerianus - francolí gris.
- Ortygornis gularis - francolí d'aiguamoll.